# Efecto Ramsauer–Townsend
El efecto Ramsauer-Townsend, también llamado efecto Ramsauer o efecto Townsend, es un fenómeno físico que involucra dispersión de electrones de baja energía por átomos de un gas noble. Debido a que su explicación requiere de la teoría ondulatoria de la mecánica cuántica, muestra la necesidad de teorías físicas más sofisticadas que la física Newtoniana.

## Definiciones
Cuando un electrón se mueve a través de un gas, su interacción con los átomos del gas genera una dispersión. Estas interacciones están clasificadas como inelásticas, cuando causan excitación o ionización del átomo del gas, y elásticas cuando no la causan.
La probabilidad de dispersión en tal sistema se define como el número de electrones dispersados por unidad de corriente, por unidad de longitud de camino, por unidad de presión a 0 °C, por unidad de ángulo sólido. El número de colisiones es igual al número total de electrones dispersados, tanto elástica como inelásticamente, en todo ángulo sólido. La probabilidad de colisión es el número total de colisiones por unidad de corriente de electrones por unidad de longitud de camino por unidad de presión a 0 °C.
Debido a que los átomos de un gas noble tienen una energía de ionización relativamente alta y los electrones no tienen suficiente energía para causar niveles electrónicos excitados, la ionización y la excitación del átomo son poco probables y la probabilidad de dispersión elástica sobre todo el ángulo sólido es igual a la probabilidad de colisión.

## Descripción
Este efecto fue nombrado así por el físico alemán Carl Ramsauer (1879-1955) y el físico-matemático irlandés  John Sealy Townsend (1868-1957), quienes, independientemente, estudiaron las colisiones entre átomos y electrones de baja energía a inicios de la década de 1920.
Si se trata de predecir la probabilidad de colisión con un modelo clásico que considera al electrón y al átomo como esferas duras, se encuentra que la probabilidad de colisión disminuye monótonamente cuando aumenta la energía del electrón. Sin embargo, Ramsauer y Townsend encontraron que para electrones de baja velocidad en colisión con argón, kriptón o xenón, la probabilidad de colisión entre los electrones y los átomos del gas tiene un valor mínimo para cierta energía cinética de los electrones, (por ejemplo, {\displaystyle 0.7\ eV} para el xenón)
No existía una explicación convincente de este fenómeno antes de la introducción de la mecánica cuántica, la cual explica este efecto como resultado de las propiedades ondulatorias del electrón. Un modelo simple de la colisión que hace uso de la teoría ondulatoria puede predecir la existencia del mínimo de Ramsauer-Townsend visto experimentalmente. 
La predicción teoríca de que la energía cinética produce el mínimo de Ramsauer-Townsend es complicado, ya que el problema involucra efectos relativistas, intercambio de electrones y polarización de espín. Sin embargo, el problema ha sido extensamente investigado, tanto experimental como teóricamente.